# フォゲッタブル
フォゲッタブル（欧字名:Forgettable、2006年4月3日 - ）は、日本の競走馬。主な勝ち鞍は2009年のステイヤーズステークス、2010年のダイヤモンドステークス。
馬名の意味は、「忘れがちな」。

## 経歴
2006年、北海道勇払郡安平町のノーザンファームで生まれ、2007年のセレクトセールにて2億4500万円で金子真人ホールディングスにより落札される。

### 3歳
2009年1月18日、メイクデビュー京都で初出走。単勝1.7倍の支持を集めたが、デルフォイの5着に敗れる。その後、未勝利戦を勝ち上がりすみれステークスに出走したが5着に敗れる。結局500万下を勝ち上がったのは、7月の生田特別だった。
夏場も休むことなく8月23日には新潟まで遠征し阿賀野川特別に出走。勝ったナムラクレセントからは5馬身離されたが2着に入り、セントライト記念でもなんとか3着に入着してギリギリのところで菊花賞の優先出走権を獲得する。
菊花賞は7番人気だったが、7番手でレースを進めると直線で抜け出したスリーロールスを追い詰めハナ差2着に入線。なお、勝ったスリーロールスもダンスインザダーク産駒であり、同種牡馬による産駒のワンツーとなった。
その後は、第43回ステイヤーズステークスに出走、新たにクリストフ・スミヨンを鞍上に迎え重賞初優勝を果たし、有馬記念に駒を進めた。しかし、スミヨンが騎乗停止で有馬記念に騎乗できなくなったため、クリストフ・ルメールに乗り替わると、大外16番枠だったが最後の直線で見せ場を作り4着に入った。

### 4歳
明け4歳の初戦は、2010年2月14日のダイヤモンドステークス。鞍上は前年8月以来の武豊で、ベルウッドローツェに1馬身1/4差をつけてステイヤーズステークスにつぐ重賞2勝目を挙げた。
次走は阪神大賞典を予定していたが、天皇賞（春）に出走できる範囲の獲得賞金をダイヤモンドステークスで加算したことに加え、これまで数多くのレースを使ってきたこともあり、万全の状態で挑むため天皇賞（春）に直行することになった。迎えた天皇賞（春）ではスタートで出遅れるも道中は中団で待機したが、2周目の第3 - 4コーナーで思うように伸びず、6着に敗れた。その後宝塚記念に出走したが、見せ場なく10着と惨敗した。
夏の休養を挟み、秋初戦の京都大賞典では武豊に鞍上が戻ってのレースとなったが、後方追走も直線で伸びを欠いて6着に敗れた。その後、連覇がかかったステイヤーズステークスでは2周目の向正面で一気に捲りに出るも直線で脚をなくし5着、有馬記念では中団でレースを進めたが10着に敗れた。

### 5歳
池江泰郎厩舎の定年解散に伴い、息子の池江泰寿厩舎に転厩。初戦の大阪-ハンブルクカップでは後方追走も見せ場なく12着、本番の天皇賞（春）でもブービーの16着、目黒記念では中団に控える形となったが直線で伸びず12着、宝塚記念では見せ場なくブービーの15着と惨敗した。夏の休養を挟み秋初戦の京都大賞典では離れた2番手を追走する形となったが5着、続くアルゼンチン共和国杯では8着、ステイヤーズステークスでは好位追走も7着と精彩を欠いた。

### 6歳
長期休養後、秋の京都大賞典とアルゼンチン共和国杯に出走するも、5着、12着と敗れる。ステイヤーズステークスでも直線で伸びを欠き10着に敗れた。

### 7歳
1月の万葉ステークスから始動し6着。その後ダイヤモンドステークス、阪神大賞典、天皇賞（春）と出走したが勝てず、6月1日付で競走馬登録を抹消した。引退後はノーザンホースパークで乗馬となる。ノーザンホースパークでは、後に馬術の障害飛越競技にも参加している。

## 競走成績
| 競走日     | 競馬場 | 競走名               | 格       | 距離（馬場）  | 頭 数 | 枠 番 | 馬 番 | オッズ （人気） | 着順 | タイム （上がり3F） | 着差 | 騎手              | 斤量 [kg] | 1着馬（2着馬）         | 馬体重 [kg] |
| ---------- | ------ | -------------------- | -------- | ------------- | ----- | ----- | ----- | --------------- | ---- | ------------------- | ---- | ----------------- | --------- | ---------------------- | ----------- |
| 2009.01.18 | 京都   | 3歳新馬              |          | 芝2000m（良） | 12    | 3     | 3     | 001.70（1人）   | 05着 | R2:04.9（34.8）     | -0.8 | 0武豊             | 56        | デルフォイ             | 496         |
| 0000.02.14 | 京都   | 3歳未勝利            |          | 芝2200m（重） | 16    | 8     | 15    | 004.20（2人）   | 01着 | R2:17.7（36.2）     | -0.3 | 0武豊             | 56        | （メイショウケンロク） | 488         |
| 0000.03.01 | 阪神   | すみれS              | OP       | 芝2200m（良） | 9     | 5     | 5     | 003.10（2人）   | 05着 | R2:18.0（35.2）     | -0.4 | 0武豊             | 56        | トップクリフォード     | 476         |
| 0000.05.24 | 中京   | ぶっぽうそう特別     | 500万下  | 芝2000m（良） | 9     | 8     | 9     | 003.30（2人）   | 06着 | R2:00.4（35.4）     | -1.0 | 0幸英明           | 56        | トップゾーン           | 482         |
| 0000.06.14 | 中京   | 3歳500万下           |          | 芝2000m（良） | 15    | 2     | 3     | 005.30（2人）   | 02着 | R2:00.8（34.3）     | -0.2 | 0岩田康誠         | 56        | アドマイヤメジャー     | 476         |
| 0000.07.05 | 阪神   | 生田特別             | 500万下  | 芝2400m（良） | 12    | 6     | 7     | 002.60（1人）   | 01着 | R2:27.0（34.7）     | -0.2 | 0武豊             | 54        | （スティアヘッド）     | 478         |
| 0000.08.01 | 小倉   | 高千穂特別           | 1000万下 | 芝2000m（良） | 9     | 4     | 4     | 002.10（1人）   | 08着 | R2:01.1（37.1）     | -1.6 | 0武豊             | 54        | マイネトゥインクル     | 488         |
| 0000.08.23 | 新潟   | 阿賀野川特別         | 1000万下 | 芝2200m（良） | 14    | 2     | 2     | 009.00（6人）   | 02着 | R2:14.1（35.3）     | -0.8 | 0川田将雅         | 53        | ナムラクレセント       | 486         |
| 0000.09.20 | 中山   | セントライト記念     | JpnII    | 芝2200m（良） | 18    | 7     | 14    | 023.60（7人）   | 03着 | R2:12.1（34.9）     | -0.1 | 0吉田隼人         | 56        | ナカヤマフェスタ       | 482         |
| 0000.10.25 | 京都   | 菊花賞               | JpnI     | 芝3000m（良） | 18    | 2     | 3     | 018.70（7人）   | 02着 | R3:03.5（35.0）     | -0.0 | 0吉田隼人         | 57        | スリーロールス         | 490         |
| 0000.12.05 | 中山   | ステイヤーズS        | GII      | 芝3600m（稍） | 16    | 3     | 5     | 002.00（1人）   | 01着 | R3:51.3（34.2）     | -0.2 | 0C.スミヨン       | 55        | （ゴールデンメイン）   | 486         |
| 0000.12.27 | 中山   | 有馬記念             | GI       | 芝2500m（良） | 16    | 8     | 16    | 009.60（4人）   | 04着 | R2:30.8（36.1）     | -0.8 | 0C.ルメール       | 55        | ドリームジャーニー     | 484         |
| 2010.02.14 | 東京   | ダイヤモンドS        | GIII     | 芝3400m（良） | 15    | 7     | 13    | 002.20（1人）   | 01着 | R3:32.6（34.9）     | -0.2 | 0武豊             | 56        | （ベルウッドローツェ） | 484         |
| 0000.05.02 | 京都   | 天皇賞（春）         | GI       | 芝3200m（良） | 18    | 2     | 3     | 002.60（1人）   | 06着 | R3:17.3（35.1）     | -1.6 | 0内田博幸         | 58        | ジャガーメイル         | 484         |
| 0000.06.27 | 阪神   | 宝塚記念             | GI       | 芝2200m（稍） | 17    | 7     | 13    | 018.20（6人）   | 10着 | R2:13.8（36.6）     | -0.8 | 0蛯名正義         | 58        | ナカヤマフェスタ       | 482         |
| 0000.10.10 | 京都   | 京都大賞典           | GII      | 芝2400m（良） | 10    | 8     | 11    | 005.60（3人）   | 06着 | R2:26.1（35.9）     | -1.1 | 0武豊             | 58        | メイショウベルーガ     | 492         |
| 0000.12.04 | 中山   | ステイヤーズS        | GII      | 芝3600m（良） | 16    | 3     | 4     | 004.80（4人）   | 05着 | R3:43.9（36.9）     | -0.5 | 0M.デムーロ       | 58        | コスモヘレノス         | 488         |
| 0000.12.26 | 中山   | 有馬記念             | GI       | 芝2500m（良） | 15    | 2     | 3     | 062.3（13人）   | 10着 | R2:33.6（35.0）     | -1.0 | 0岩田康誠         | 57        | ヴィクトワールピサ     | 484         |
| 2011.04.09 | 阪神   | 大阪HC               | OP       | 芝2400m（良） | 18    | 5     | 10    | 012.50（7人）   | 12着 | R2:27.7（36.5）     | -1.3 | 0丸山元気         | 58        | ビートブラック         | 482         |
| 0000.05.01 | 京都   | 天皇賞（春）         | GI       | 芝3200m（稍） | 18    | 8     | 17    | 100.8（14人）   | 16着 | R3:23.2（38.0）     | -2.6 | 0丸山元気         | 58        | ヒルノダムール         | 482         |
| 0000.05.28 | 東京   | 目黒記念             | GII      | 芝2500m（稍） | 17    | 6     | 12    | 028.1（10人）   | 12着 | R2:33.9（37.1）     | -1.4 | 0三浦皇成         | 57.5      | キングトップガン       | 482         |
| 0000.06.26 | 阪神   | 宝塚記念             | GI       | 芝2200m（良） | 16    | 3     | 5     | 164.4（14人）   | 15着 | R2:12.9（36.7）     | -2.8 | 0川田将雅         | 58        | アーネストリー         | 490         |
| 0000.10.09 | 京都   | 京都大賞典           | GII      | 芝2400m（良） | 8     | 1     | 1     | 030.00（7人）   | 05着 | R2:24.7（34.1）     | -0.6 | 0N.ピンナ         | 57        | ローズキングダム       | 496         |
| 0000.11.06 | 東京   | アルゼンチン共和国杯 | GII      | 芝2500m（良） | 18    | 2     | 3     | 016.50（7人）   | 08着 | R2:32.5（36.1）     | -1.0 | 0I.メンディバザル | 57        | トレイルブレイザー     | 494         |
| 0000.12.03 | 中山   | ステイヤーズS        | GII      | 芝3600m（不） | 16    | 1     | 1     | 005.80（3人）   | 07着 | R3:52.6（39.1）     | -1.8 | 0C.ウィリアムズ   | 57        | マイネルキッツ         | 490         |
| 2012.10.08 | 京都   | 京都大賞典           | GII      | 芝2400m（良） | 14    | 8     | 13    | 066.2（10人）   | 05着 | R2.23.6（34.9）     | -0.2 | 0N.ピンナ         | 56        | メイショウカンパク     | 490         |
| 0000.11.04 | 東京   | アルゼンチン共和国杯 | GII      | 芝2500m（良） | 15    | 7     | 12    | 026.80（8人）   | 12着 | R2.31.7（35.9）     | -1.8 | 0C.オドノヒュー   | 57        | ルルーシュ             | 486         |
| 0000.12.01 | 中山   | ステイヤーズS        | GII      | 芝3600m（良） | 15    | 2     | 2     | 005.80（3人）   | 10着 | R3:48.0（38.2）     | -1.5 | 0R.ムーア         | 56        | トウカイトリック       | 490         |
| 2013.01.06 | 京都   | 万葉S                | OP       | 芝3000m（良） | 15    | 3     | 5     | 008.90（5人）   | 06着 | R3.08.7（35.9）     | -0.7 | 0W.ビュイック     | 56        | デスペラード           | 490         |
| 0000.02.16 | 東京   | ダイヤモンドS        | GIII     | 芝3400m（良） | 16    | 3     | 5     | 028.70（9人）   | 07着 | R3:33.1（36.1）     | -1.2 | 0蛯名正義         | 56        | アドマイヤラクティ     | 490         |
| 0000.03.17 | 阪神   | 阪神大賞典           | GII      | 芝3000m（良） | 9     | 3     | 3     | 054.30（5人）   | 03着 | R3:05.5（37.7）     | -0.5 | 0A.シュタルケ     | 56        | ゴールドシップ         | 492         |
| 0000.04.28 | 京都   | 天皇賞（春）         | GI       | 芝3200m（良） | 18    | 6     | 12    | 071.8（10人）   | 10着 | R3:15.9（37.1）     | -1.7 | 0和田竜二         | 58        | フェノーメノ           | 490         |

## 血統表
| フォゲッタブルの血統            | フォゲッタブルの血統                                 | フォゲッタブルの血統                         | （血統表の出典）                             | （血統表の出典） |
| 父系                            | サンデーサイレンス系（ヘイルトゥリーズン系）         | サンデーサイレンス系（ヘイルトゥリーズン系） | サンデーサイレンス系（ヘイルトゥリーズン系） |                  |
| 父 ダンスインザダーク 1993 鹿毛 | 父の父*サンデーサイレンス Sunday Silence 1986 青鹿毛 | Halo                                         | Hail to Reason                               | Hail to Reason   |
| 父 ダンスインザダーク 1993 鹿毛 | 父の父*サンデーサイレンス Sunday Silence 1986 青鹿毛 | Halo                                         | Cosmah                                       |                  |
| 父 ダンスインザダーク 1993 鹿毛 | 父の父*サンデーサイレンス Sunday Silence 1986 青鹿毛 | Wishing Well                                 | Understanding                                | Understanding    |
| 父 ダンスインザダーク 1993 鹿毛 | 父の父*サンデーサイレンス Sunday Silence 1986 青鹿毛 | Wishing Well                                 | Mountain Flower                              |                  |
| 父 ダンスインザダーク 1993 鹿毛 | 父の母*ダンシングキイ Dancing Key 1983 鹿毛          | Nijinsky                                     | Northern Dancer                              | Northern Dancer  |
| 父 ダンスインザダーク 1993 鹿毛 | 父の母*ダンシングキイ Dancing Key 1983 鹿毛          | Nijinsky                                     | Flaming Page                                 |                  |
| 父 ダンスインザダーク 1993 鹿毛 | 父の母*ダンシングキイ Dancing Key 1983 鹿毛          | Key Partner                                  | Key to the Mint                              | Key to the Mint  |
| 父 ダンスインザダーク 1993 鹿毛 | 父の母*ダンシングキイ Dancing Key 1983 鹿毛          | Key Partner                                  | Native Partner                               |                  |
| 母 エアグルーヴ 1993 鹿毛       | 母の父*トニービン Tony Bin 1983 鹿毛                 | *カンパラ Kampala                            | Kalamoun                                     | Kalamoun         |
| 母 エアグルーヴ 1993 鹿毛       | 母の父*トニービン Tony Bin 1983 鹿毛                 | *カンパラ Kampala                            | State Pension                                |                  |
| 母 エアグルーヴ 1993 鹿毛       | 母の父*トニービン Tony Bin 1983 鹿毛                 | Severn Bridge                                | Hornbeam                                     | Hornbeam         |
| 母 エアグルーヴ 1993 鹿毛       | 母の父*トニービン Tony Bin 1983 鹿毛                 | Severn Bridge                                | Priddy Fair                                  |                  |
| 母 エアグルーヴ 1993 鹿毛       | 母の母ダイナカール 1980 鹿毛                         | *ノーザンテースト Northern Taste             | Northern Dancer                              | Northern Dancer  |
| 母 エアグルーヴ 1993 鹿毛       | 母の母ダイナカール 1980 鹿毛                         | *ノーザンテースト Northern Taste             | Lady Victoria                                |                  |
| 母 エアグルーヴ 1993 鹿毛       | 母の母ダイナカール 1980 鹿毛                         | シャダイフェザー                             | *ガーサント                                  | *ガーサント      |
| 母 エアグルーヴ 1993 鹿毛       | 母の母ダイナカール 1980 鹿毛                         | シャダイフェザー                             | *パロクサイド F-No.8-f                       |                  |
| 母系(F-No.)                     | パロクサイド系(FN:8-f)                               | パロクサイド系(FN:8-f)                       | パロクサイド系(FN:8-f)                       |                  |
| 5代内の近親交配                 | Northern Dancer 4×4 = 12.50%                         | Northern Dancer 4×4 = 12.50%                 | Northern Dancer 4×4 = 12.50%                 |                  |
| 出典                            | 1.                                                   | 1.                                           | 1.                                           | 1.               |

母にGI2勝のエアグルーヴ、祖母に優駿牝馬（オークス）優勝馬のダイナカール、半姉にエリザベス女王杯2勝のアドマイヤグルーヴ（父 サンデーサイレンス）、全兄に2004年のセレクトセールで4億9000万円で落札されたザサンデーフサイチ、半姉にポルトフィーノ（父 クロフネ）、半弟にクイーンエリザベス2世カップ優勝馬のルーラーシップ（父 キングカメハメハ）、半妹にマーメイドステークス優勝馬のグルヴェイグ（父 ディープインパクト）がいる。